# Carabodes affinis
Carabodes affinis är en kvalsterart som beskrevs av Berlese 1913. Carabodes affinis ingår i släktet Carabodes och familjen Carabodidae. Inga underarter finns listade.